# Tusza

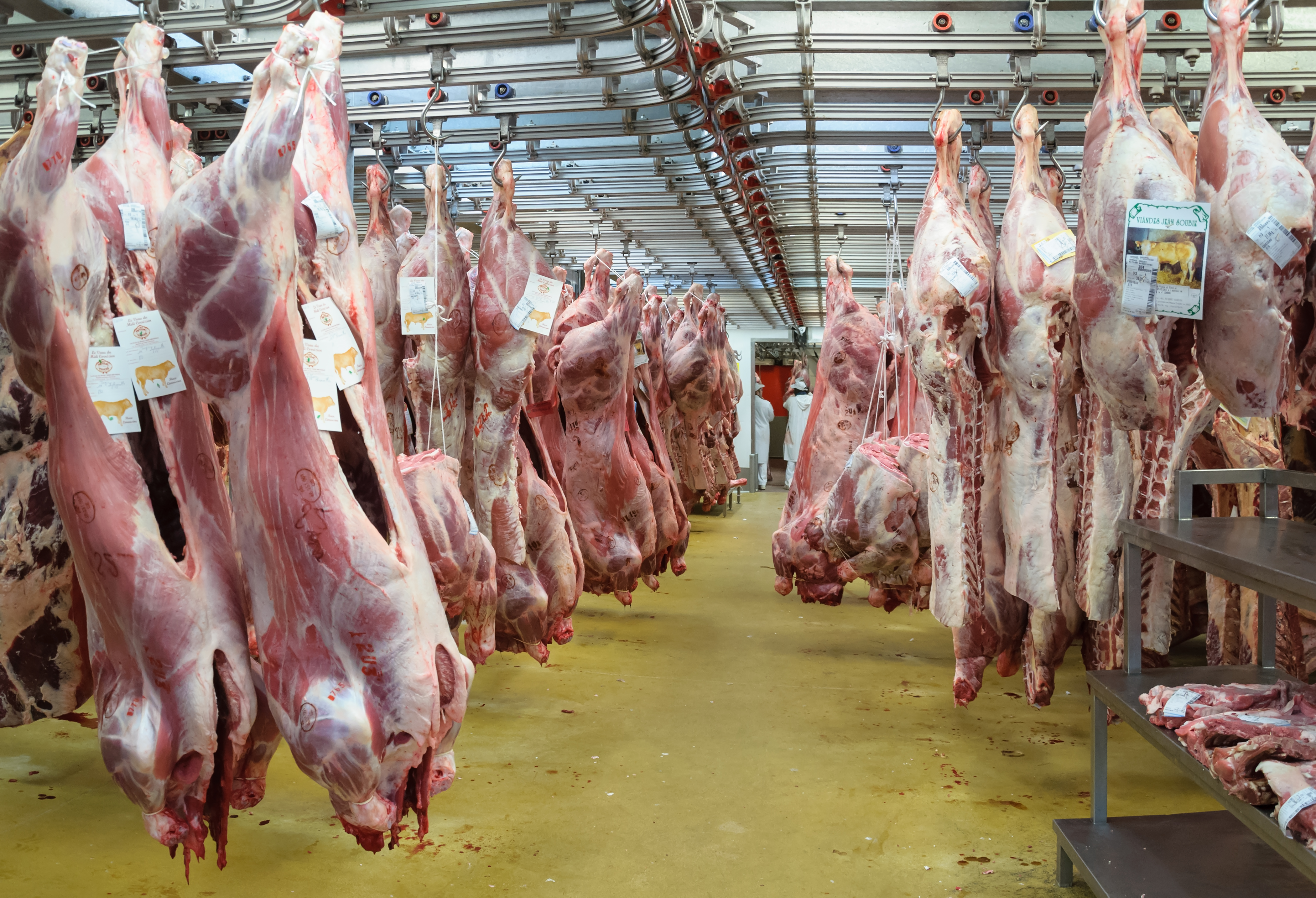
Tusze wołowe

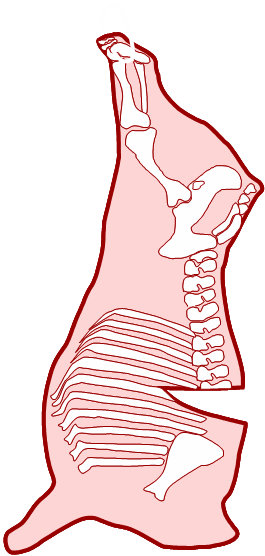
Tusza wołowa

Tusza (również tusza mięsna, tusza zwierząt) – oznacza cały korpus ubitego zwierzęcia po wypatroszeniu.
W łowiectwie to upolowana zwierzyna gruba po wstępnej obróbce poubojowej.
W obrocie handlowym w postaci całych tusz dostępna jest cielęcina i baranina, półtusz – wieprzowina, a wołowina najczęściej w postaci ćwierćtusz.
Od 1 maja 2004 r. ubojnie w Polsce mają obowiązek klasyfikowania tusz wieprzowych i wołowych w systemie klasyfikacji tusz zwierząt rzeźnych EUROP.
Podmiot poddający w Polsce zwierzęta ubojowi składa właściwemu ze względu na miejsce poddawania zwierząt ubojowi organowi Inspekcji Jakości Handlowej Artykułów Rolno-Spożywczych kwartalną i roczną informację o liczbie uzyskanych tusz wołowych i wieprzowych.